# Planegg
Planegg egy német község München közelében, Németországban. Saját rendőrséggel és tűzoltósággal rendelkezik. Planegg München, Neuried és Gräfelfing községekkel határos. Lakosainak száma 11 088 fő (2023. december 31.).

## Története
A település életébe nagy változást hozott az 1854-ben megépített Pasing–Starnberg-vasútvonal.

## Népesség
Népessége az elmúlt években az alábbi módon változott:
| Lakosok száma | 481  | 4178 | 7317 | 9720 | 10 350 | 10 499 | 10 758 | 10 824 | 10 948 | 11 088 |
|               | 1875 | 1950 | 1975 | 1987 | 2012   | 2014   | 2016   | 2017   | 2021   | 2023   |

## Címer
Jelképe egy vörös bagoly, utalásként az alapító családra, háttérben kék szalaggal, amely a Würm folyót jelképezi.

## Közlekedés

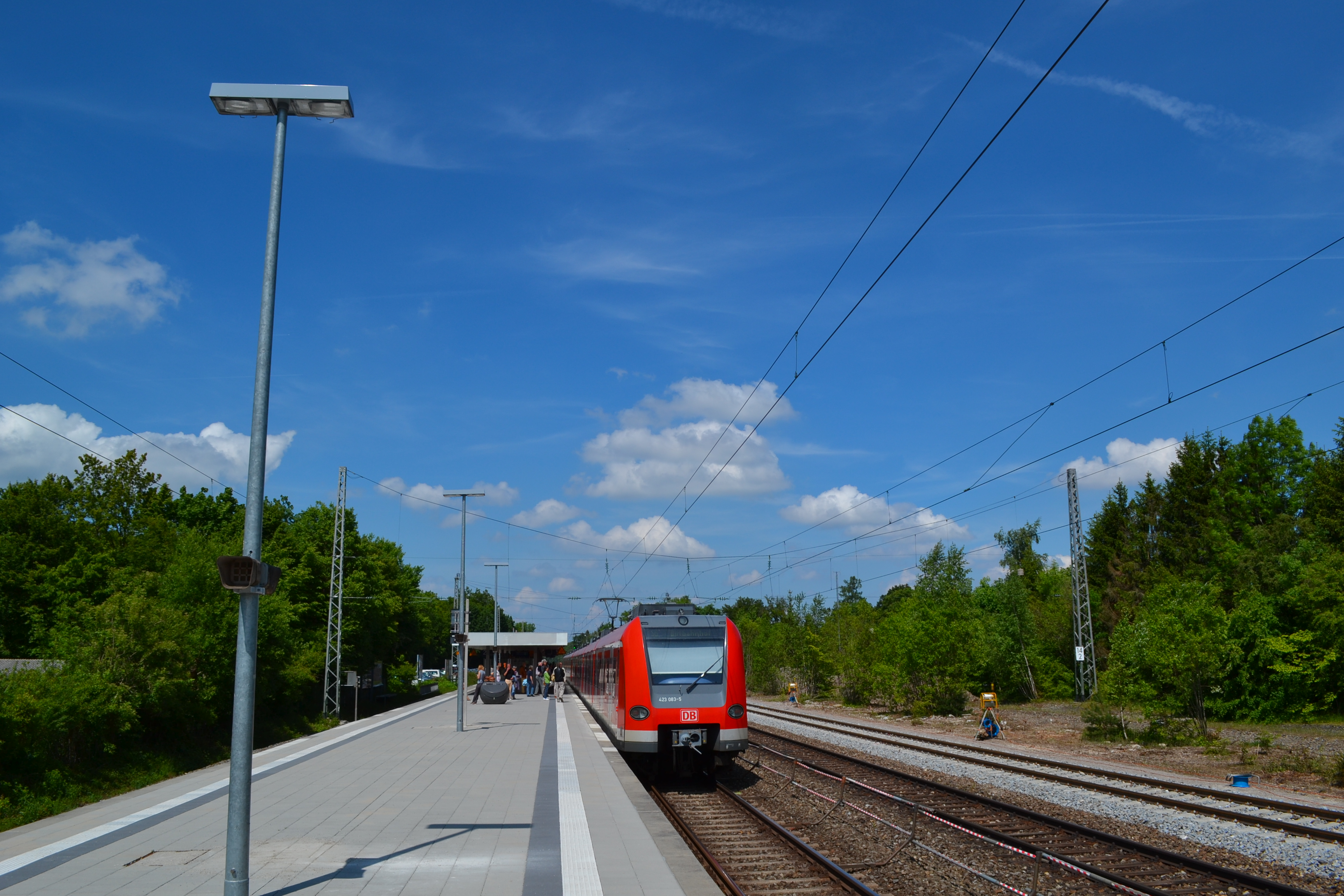
A planeggi S-Bahn állomás

München Hauptbahnhofról Planeggbe legegyszerűbben az S6-os S-Bahn járattal lehet eljutni. A távolság 14 km, a menetidő kb. 22 perc. A másik lehetőség a U-Bahn, Sendlinger Tortól vagy az Odeonplatztól az U3-mal Fürstendried West metróvégállomásig, majd onnan tovább a 260-as autóbusszal. Az U6 szintén a korábban említett két belvárosi megállótól indul, majd Klinikum Grosshadern végállomásnál kell a 266-os autóbusszal továbbutazni Planegg felé.
Planeggben az alábbi autóbuszjáratok állnak meg: 260, 265, 266, 268, 856, 906, 966, 967 és 968. Legközelebb a Müncheni repülőtér van.

## Híres emberek

### Városi díszpolgárok
- Willy Heide - Oktoberfest-védnök
- Dr. Albert Heizer
- Richard Naumann

### További hírességek
- Hedwig Schmidt
- Anton Grau
- Walter Hohenester
- Liselotte Bichel
- Herbert Funk
- Gilbert Gehring
- Alois Wörl
- Martha Bauer
- Priller házaspár
- Kalkühler házaspár
- Dr. Rudolf Baer
- Walter Roth
- Peter Speckbacher
- Eleonore Wurm
- Matthias Niedermair[2]